# Ягодный (Оренбургская область)
Ягодный — посёлок в Новосергиевском районе Оренбургской области. Входит в состав Покровского сельсовета.

## География
Находится на западе центральной части Оренбуржья, в пределах возвышенности Общий Сырт, в степной зоне, между рекой Самара и федеральной трассой М5.

### Климат
Климат характеризуется как резко континентальный с продолжительной морозной зимой и относительно коротким жарким сухим летом. Среднегодовая температура составляет 4,5 °C. Средняя температура воздуха самого тёплого месяца (июля) — 21,5 °C (абсолютный максимум — 42 °C); самого холодного (января) — −15 °C (абсолютный минимум — −44 °C). Безморозный период длится около 145 дней. Среднегодовое количество атмосферных осадков составляет 350—400 мм, из которых 221 мм выпадает в тёплый период. Продолжительность снежного покрова составляет 139—140 дней.

## История
В 1997 г. постановлением Законодательного собрания Оренбургской области посёлок Плодосовхоз переименован в Ягодный.
В 1999 г. Постановлением правительства РФ посёлок Плодосовхоз переименован в Ягодный.

## Население
| 2010 |
| ---- |
| 92   |

## Инфраструктура
Личное подсобное хозяйство.
Основа экономики — сельское хозяйство. Действовал плодосовхоз.

## Транспорт
Доступен автомобильным и железнодорожным транспортом.